# Gobierno de Nayib Bukele
El Gobierno de Nayib Bukele inició el 1 de junio de 2019, tras ser el ganador en las elecciones presidenciales de El Salvador del 3 de febrero del mismo año con el 53.10 % de los votos válidos emitidos. Su candidatura fue respaldada por el partido Gran Alianza por la Unidad Nacional (GANA), luego de haber roto con el Frente Farabundo Martí para la Liberación Nacional (FMLN), partido con el que anteriormente había sido alcalde de San Salvador (2015-2018) y de Nuevo Cuscatlán (2012-2015). La victoria de Bukele marcó un hito en la historia política reciente de El Salvador, ya que puso fin al bipartidismo que había predominado desde la firma de los Acuerdos de Paz en 1992, representado por ARENA y el FMLN. Bukele sucedió al expresidente Salvador Sánchez Cerén, del FMLN, en un contexto de creciente descontento ciudadano hacia los partidos tradicionales, a raíz de escándalos de corrupción, bajo crecimiento económico y persistente inseguridad.
Durante los primeros meses de su administración, Bukele impulsó un estilo de gobierno centrado en la comunicación directa a través de redes sociales, particularmente Twitter, donde anunciaba decisiones de Estado y cambios en el gabinete. Esta estrategia le permitió consolidar una base de apoyo popular significativa y proyectar una imagen de liderazgo moderno y disruptivo frente a la clase política tradicional.
Durante la administración del presidente Nayib Bukele, la política de seguridad se centró en la implementación del Plan Control Territorial, acompañado de un aumento significativo del presupuesto asignado a la Policía Nacional Civil (PNC). Estas medidas se desarrollaron en el marco de una declarada "guerra contra las pandillas", estrategia que, fue respaldada por sectores de la población por la reducción en los índices de violencia.
En el ámbito económico, El Salvador se convirtió en 2021 en el primer país del mundo en adoptar el bitcoin como moneda de curso legal, junto al dólar estadounidense, generando un amplio debate nacional e internacional sobre los riesgos y beneficios de dicha decisión. Además, el país negoció y logró un acuerdo por un préstamo por 1,400 millones de dólares con el Fondo Monetario Internacional (FMI), en un contexto de necesidad de financiamiento para sostener programas sociales y estabilizar las finanzas públicas.
Durante el primer mandato de Bukele (2019-2024), El Salvador también enfrentó la pandemia de COVID-19, que representó uno de los mayores retos sanitarios, sociales y económicos en la historia reciente del país. Desde los primeros casos detectados en marzo de 2020, el gobierno implementó medidas estrictas de contención, incluyendo el cierre total de fronteras, la suspensión de clases presenciales, y un confinamiento domiciliario obligatorio, con autorizaciones limitadas para salir según el número de documento de identidad. Estas medidas fueron acompañadas por la habilitación de centros de contención y cuarentena, así como por la construcción del Hospital El Salvador, un centro especializado en el tratamiento de pacientes con COVID-19, que fue promovido como el más grande de Latinoamérica en su tipo. A nivel económico, el gobierno lanzó diversos programas de asistencia, como la entrega de $300 a familias vulnerables, distribución de paquetes alimentarios, y la postergación del pago de servicios básicos. Pese a las controversias, las encuestas reflejaron altos niveles de aprobación popular hacia la gestión gubernamental de la crisis sanitaria.
En 2024, Nayib Bukele fue candidato presidencial y resultó reelegido para un segundo mandato presidencial, tras una resolución de la Sala de lo Constitucional de la Corte Suprema de Justicia, emitida en 2021, que habilitó la reelección inmediata al anular una interpretación previa que la prohibía conforme a la Constitución salvadoreña.

## Asunción

### Primera asunción
La Primera investidura presidencial de Nayib Bukele como presidente de El Salvador sucedió el sábado 1 de junio de 2019.
La toma de posesión se realizó a las 9:00 a. m. en la plaza Gerardo Barrios, por solicitud de Bukele, y no en las instalaciones del Centro Internacional de Ferias y Convenciones (CIFCO), como se venía haciendo anteriormente. La sesión estuvo dirigida por Norman Quijano, presidente de la Asamblea Legislativa.

## Gabinete de ministros
| Cargo                                           | Titular | Titular                    | Periodo                                      |
| ----------------------------------------------- | ------- | -------------------------- | -------------------------------------------- |
| Ministro de Gobernación                         |         | Mario Durán                | 1 de junio de 2019 - 20 de noviembre de 2020 |
| Ministro de Gobernación                         |         | Juan Carlos Bidegain       | 20 de noviembre de 2020 -                    |
| Ministra de Relaciones Exteriores               |         | Alexandra Hill Tinoco      | 1 de junio de 2019 -                         |
| Ministro de Justicia y Seguridad Pública        |         | Rogelio Rivas              | 1 de junio de 2019 - 23 de abril de 2021     |
| Ministro de Justicia y Seguridad Pública        |         | Gustavo Villatoro          | 23 de abril de 2021 -                        |
| Ministro de Hacienda                            |         | Nelson Fuentes             | 20 de abril de 2018 - 28 de julio de 2020    |
| Ministro de Hacienda                            |         | Alejandro Zelaya           | 28 de julio de 2020 - 18 de julio de 2023    |
| Ministro de Hacienda                            |         | Jerson Posada              | 18 de julio de 2023 -                        |
| Ministra de Economía                            |         | María Luisa Hayem          | 1 de junio de 2019 -                         |
| Ministra de Educación, Ciencia y Tecnología     |         | Carla Hananía de Varela    | 1 de junio de 2019 - 22 de marzo de 2022     |
| Ministra de Educación, Ciencia y Tecnología     |         | José Mauricio Pineda       | 22 de marzo de 2022 -                        |
| Ministro de la Defensa Nacional                 |         | René Merino Monroy         | 1 de junio de 2019 -                         |
| Ministro de Trabajo y Previsión Social          |         | Rolando Castro             | 1 de junio de 2019 -                         |
| Ministro de Agricultura y Ganadería             |         | Pablo Anliker              | 1 de junio de 2019 - 7 de abril de 2021      |
| Ministro de Agricultura y Ganadería             |         | David Martínez             | 7 de abril de 2021 - 9 de abril de 2022      |
| Ministro de Agricultura y Ganadería             |         | Enrique Parada             | 9 de abril de 2022 -                         |
| Ministro de Salud                               |         | Ana del Carmen Orellana    | 1 de junio de 2019 - 27 de marzo de 2020     |
| Ministro de Salud                               |         | Francisco Alabí            | 27 de marzo de 2020 -                        |
| Ministro de Obras Públicas y de Transporte      |         | Romeo Rodríguez            | 1 de junio de 2019 -                         |
| Ministro de Medio Ambiente y Recursos Naturales |         | Fernando López             | 1 de junio de 2019 -                         |
| Ministra de Turismo                             |         | Morena Ileana Valdez Vigil | 1 de junio de 2019 -                         |
| Ministro de Cultura                             |         | Suecy Callejas             | 1 de junio de 2019 - 1 de noviembre de 2020  |
| Ministro de Cultura                             |         | Mariemm Pleitez            | 1 de noviembre de 2020 - 18 de junio de 2024 |
| Ministro de Cultura                             |         | Raúl Castillo              | 19 de junio de 2024 -                        |
| Ministra de Vivienda y Desarrollo Urbano        |         | Michelle Sol               | 1 de junio de 2019 -                         |
| Ministra de Desarrollo Local                    |         | María Ofelia Navarrete     | 1 de junio de 2019 -                         |

### Renuncias
El 28 de julio de 2020, Nelson Fuentes renunció como ministro de Hacienda «por motivos personales», según confirmó la Unidad de Comunicaciones de la institución. En su lugar, Alejandro Zelaya fue designado como nuevo ministro de Hacienda.
El 8 de diciembre de 2020, Mauricio Arriaza Chicas director de la Policía Nacional Civil, dejó de ser viceministro de Seguridad luego de presentar su renuncia al cargo, según confirmaron los abogados del funcionario durante la sesión plenaria especial para desaforar al comisionado, y reafirmó luego la publicación del Diario Oficial.

## Política económica

### Producto Interno Bruto (PIB) en el periodo 2019-2029
Fuente: Fondo Monetario Internacional (FMI), actualizado a octubre de 2024 y proyección de 2025 

### PIB per Cápita en el periodo 2019-2029
Fuente: Fondo Monetario Internacional (FMI)  

Nota: Actualizado a octubre de 2024

### Presupuestos

#### 2020
El Gobierno logró aprobar un presupuesto sin recortes: se reorientaron gastos para reducir deuda y publicidad estatal.
Resultado de la votación:
| Asunto                                    | Fecha                                                      | Voto | Voto |    |    |    |   |   |   |   | Total |
| ----------------------------------------- | ---------------------------------------------------------- | ---- | ---- | -- | -- | -- | - | - | - | - | ----- |
| Presupuesto General de la nación año 2020 | 13 de diciembre de 2019 Mayoría absoluta requerida (56/84) | Sí   |      | 37 |    | 10 | 9 | 3 | 1 | 1 | 61/84 |
| Presupuesto General de la nación año 2020 | 13 de diciembre de 2019 Mayoría absoluta requerida (56/84) | No   |      |    | 23 |    |   |   |   |   | 23/84 |
| Presupuesto General de la nación año 2020 | 13 de diciembre de 2019 Mayoría absoluta requerida (56/84) | Abs. |      |    |    |    |   |   |   |   | 0/84  |

#### 2021
Resultado de la votación:
| Asunto                                    | Fecha                                                      | Voto | Voto |    |    |   |   |   |   |   | Total |
| ----------------------------------------- | ---------------------------------------------------------- | ---- | ---- | -- | -- | - | - | - | - | - | ----- |
| Presupuesto General de la nación año 2021 | 24 de diciembre de 2020 Mayoría absoluta requerida (56/84) | Sí   |      | 32 | 23 |   | 1 | 2 |   |   | 58/84 |
| Presupuesto General de la nación año 2021 | 24 de diciembre de 2020 Mayoría absoluta requerida (56/84) | No   |      |    |    | 1 |   |   | 1 | 1 | 3/84  |
| Presupuesto General de la nación año 2021 | 24 de diciembre de 2020 Mayoría absoluta requerida (56/84) | Abs. |      | 5  |    | 9 | 8 | 1 |   |   | 23/84 |

#### 2022
Resultado de la votación:
| Asunto                                    | Fecha                                                      | Voto | Voto |    |    |   |   |   |   |   |   |   | Total |
| ----------------------------------------- | ---------------------------------------------------------- | ---- | ---- | -- | -- | - | - | - | - | - | - | - | ----- |
| Presupuesto General de la nación año 2022 | 22 de diciembre de 2021 Mayoría absoluta requerida (56/84) | Sí   |      | 56 |    | 5 |   | 2 |   | 1 |   |   | 64/84 |
| Presupuesto General de la nación año 2022 | 22 de diciembre de 2021 Mayoría absoluta requerida (56/84) | No   |      |    | 11 |   | 4 |   |   |   |   |   | 15/84 |
| Presupuesto General de la nación año 2022 | 22 de diciembre de 2021 Mayoría absoluta requerida (56/84) | N/V  |      |    | 1  |   |   |   | 1 |   | 1 | 2 | 5/84  |

#### 2023
Resultado de la votación:
| Asunto                                    | Fecha                                                      | Voto | Voto |    |   |   |   |   |   |   |   |   | Total |
| ----------------------------------------- | ---------------------------------------------------------- | ---- | ---- | -- | - | - | - | - | - | - | - | - | ----- |
| Presupuesto General de la nación año 2023 | 23 de diciembre de 2022 Mayoría absoluta requerida (56/84) | Sí   |      | 56 |   | 5 |   | 2 |   | 1 |   | 3 | 67/84 |
| Presupuesto General de la nación año 2023 | 23 de diciembre de 2022 Mayoría absoluta requerida (56/84) | No   |      |    | 7 |   | 4 |   |   |   | 1 |   | 12/84 |
| Presupuesto General de la nación año 2023 | 23 de diciembre de 2022 Mayoría absoluta requerida (56/84) | N/V  |      |    | 4 |   |   |   | 1 |   |   |   | 5/84  |

### Bitcoin
La adopción de criptomonedas en El Salvador representa un caso notable en la historia económica del país centroamericano. En septiembre de 2021, El Salvador se convirtió en el primer país del mundo en establecer el bitcoin como moneda de curso legal, coexistiendo con el dólar estadounidense que había sido adoptado como moneda oficial en 2001. Esta medida representó un cambio significativo en la política monetaria del país centroamericano.

#### Bitcoin City
El 20 de noviembre de 2021 en el marco de la Bitcoin Week, anunció en inglés la creación de Bitcoin City será en Conchagua a las faldas del volcán Conchagua que será alimentada principalmente por una planta geotérmica. Que planea tener un aeropuerto, zonas residenciales y comerciales y una plaza con el símbolo Bitcoin al centro. Financiado por medio de bonos ligados al Bitcoin por valor de $1,000 millones de dólares entre febrero y marzo por medio de Blockstream.

#### Riesgo de impago
La guerra en Ucrania de 2022 y el desplome de la moneda virtual, debido a su gran volatilidad, hicieron abortar el plan para lanzar en marzo una emisión de deuda pública de 1000 millones de dólares en bitcoins. Tanto la agencia de calificación crediticia Fitch como su homóloga Moody's han rebajado el rating de la deuda nacional a bono basura, con perspectiva negativa, puesto que «la adopción del bitcoin como moneda de curso legal ha agregado incertidumbre» sobre la solvencia del país. Analistas y medios internacionales concuerdan en describir la adopción del bitcoin como un fracaso que ha motivado la posibilidad real de default o impago soberano (con fuertes vencimientos en enero de 2023 y en 2025).
El 27 de julio de 2022, Bukele anunció que el Gobierno salvadoreño recompraría 560 millones de dólares en bonos de deuda con vencimiento en 2023 y 2025 para «aliviar las preocupaciones» de que el país no cumpliría con sus deudas; un mes antes algunos economistas habían afirmado que era poco probable que el país tuviera la suficiente capacidad para lograrlo. El 16 de febrero de 2023, tres semanas después del anuncio de la recompra de deuda en 800 millones de dólares más intereses a los acreedores, Bloomberg señaló que Bukele «le ganó a Wall Street» y que «quedaron sorprendidos» por la firme disposición de pagar del Gobierno salvadoreño.  En septiembre de 2022, Bukele se burló del Banco de Inglaterra después de que la libra esterlina cayera a su tasa de cambio más baja de la historia frente al dólar estadounidense y tuiteó «te lo dije» en referencia a un mensaje de noviembre de 2021 que criticaba a la institución británica por «imprimir dinero de la nada».

### Préstamo del FMI
En junio de 2021, el entonces ministro de Hacienda de El Salvador, Alejandro Zelaya, declaró oficialmente que la administración del presidente Nayib Bukele había iniciado negociaciones formales para obtener un préstamo del Fondo Monetario Internacional (FMI). Esta solicitud de financiamiento externo se produjo en un contexto económico complejo, caracterizado por los efectos persistentes de la pandemia de COVID-19 en la economía salvadoreña y la controvertida adopción del bitcoin como moneda de curso legal en septiembre de 2021, decisión que generó tensiones con organismos financieros internacionales. Las negociaciones atravesaron un período prolongado marcado por discrepancias respecto a la política monetaria no convencional implementada por El Salvador y preocupaciones sobre la sostenibilidad fiscal del país centroamericano.
Tras más de tres años de negociaciones intermitentes, el 11 de diciembre de 2024, el gobierno salvadoreño y el Directorio Ejecutivo del FMI anunciaron la consecución de un acuerdo a nivel técnico para un programa de financiamiento por 1.400 millones de dólares estadounidenses, bajo la modalidad de Servicio Ampliado del Fondo (SAF). Según el comunicado conjunto emitido por ambas partes, este paquete financiero estaba destinado a "respaldar la agenda de reformas del Gobierno" en materia de consolidación fiscal, fortalecimiento del marco de política monetaria, incremento de la resiliencia del sector financiero y mejora del entorno empresarial para estimular el crecimiento económico inclusivo. El acuerdo incluyó compromisos específicos relacionados con la transparencia fiscal, ajustes en el gasto público y la implementación de reformas estructurales orientadas a diversificar la economía salvadoreña, aunque mantuvo cláusulas de salvaguarda respecto a la exposición del país a activos digitales. Este entendimiento fue considerado por analistas económicos como un hito significativo en la normalización de las relaciones entre El Salvador y las instituciones financieras multilaterales, tras un período de distanciamiento diplomático y financiero.

## Política legislativa

### XII legislatura

#### Asamblea rechaza convocatoria a plenaria de Bukele
El 7 de febrero de 2020, el presidente Nayib Bukele, convocó a los diputados a una plenaria extraordinaria para presionarlos a aprobar el crédito de $109 millones para la Fase III del plan de Seguridad, a lo que los diputados respondieron con una reunión de emergencia de la Comisión Política y rechazaron que el Ejecutivo les ordene cuándo legislar.
Esto desató la crisis política en El Salvador de 2020, cuando el gobierno del presidente Nayib Bukele, ordenó el ingreso de tropas del Ejército de El Salvador a las instalaciones de la Asamblea Legislativa.

### Pandemia de COVID-19

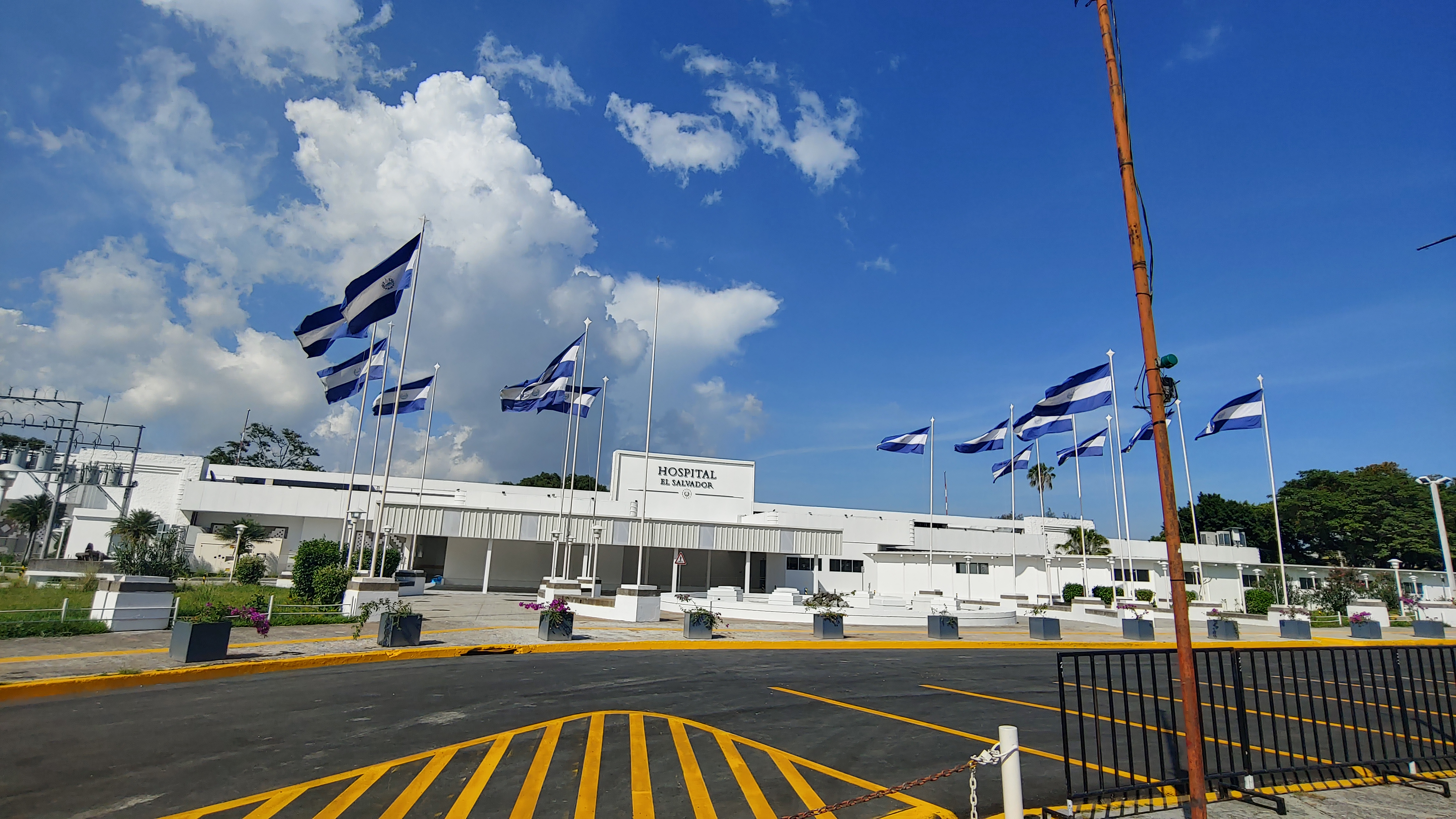
Vista de la fachada principal del Hospital El Salvador.

#### Asamblea declara estado de emergencia para enfrentar la pandemia por COVID-19
El estado de excepción se aprobó tras la aceptación de apoyar la medida por parte del partido opositor Alianza Republicana Nacionalista, dado que el decreto, al suspender garantías constitucionales, necesitaba al menos 56 votos. Los únicos partidos que se opusieron a dicho estado fueron el izquierdista Frente Farabundo Martí para la Liberación Nacional y el Partido Demócrata Cristiano.
Resultado de la votación:
| Asunto                                                                      | Fecha                                                  | Voto | Voto |    |    |    |   |   |   |   | Total |
| --------------------------------------------------------------------------- | ------------------------------------------------------ | ---- | ---- | -- | -- | -- | - | - | - | - | ----- |
| Declaración de estado de emergencia para enfrentar la pandemia por COVID-19 | 15 de marzo de 2020 Mayoría absoluta requerida (56/84) | Sí   |      | 37 |    | 10 | 9 | 1 | 1 | 1 |       |
| Declaración de estado de emergencia para enfrentar la pandemia por COVID-19 | 15 de marzo de 2020 Mayoría absoluta requerida (56/84) | No   |      |    | 23 |    |   | 2 |   |   |       |
| Declaración de estado de emergencia para enfrentar la pandemia por COVID-19 | 15 de marzo de 2020 Mayoría absoluta requerida (56/84) | Abs. |      |    |    |    |   |   |   |   |       |

### XIII legislatura

#### Sesión Plenaria Solemne 1
En la  noche del 1 de junio de 2021, el presidente Nayib Bukele, se dirigió a la nación desde el Salón Azul de la Asamblea Legislativa para rendir un informe de labores por su segundo año de gestión, donde destacó los logros en seguridad e hizo un llamado a «defender las conquistas».
A la sesión solemne asistió el cuerpo diplomático acreditado en el país, así como las máximas autoridades de los tres órganos de Estado. El reglamento interior de la Asamblea mandata que el uno de junio de cada año, los presidentes de la República deben presentar un informe anual a la nación.

#### Sesión Plenaria Solemne 3
El 1 de junio de 2023, durante su discurso correspondiente a los 4 años de gobierno, Bukele anunció la presentación de varias propuestas a la Asamblea Legislativa, la primera fue la de reducción de alcaldías de 262 a 44, asegurando que esto permitiría la optimización de los recursos, los municipios pasarían a ser distritos y mantendrían sus edificios como oficinas distritales que tendrían la capacidad de brindar servicios a los ciudadanos.
También presentó la propuesta de reducción de 84 a 60 diputados en la Asamblea Legislativa, está legislación debería ser estudiada, presentada y aprobada para entrar en vigencia en las Elecciones Legislativas de 2024.
La última propuesta fue la declaración oficial a una “Guerra contra la Corrupción”, asegurando que un país no puede avanzar si existe este mal que por años ha afectado al país. Además, aseguró que así como se había construido una cárcel para los terroristas, refiriéndose al Centro de Confinamiento del Terrorismo, se construiría una para los corruptos y corruptores. Anunció que el primer movimiento de la “Guerra contra la Corrupción” era el proceso de extinción de dominio contra el expresidente Alfredo Cristiani.

## Política judicial

### CICIES
En el día 98 de su gobierno, instaló junto a la Organización de los Estados Americanos (OEA), la Comisión Internacional Contra la Impunidad en El Salvador (CICIES), que tendría facultades para investigar delitos con ayuda de las instituciones del Ejecutivo.  El mandatario pidió a la Corte Suprema de Justicia, Fiscalía General de la República, Corte de Cuentas y la Asamblea Legislativa sumarse al proyecto. Sin embargo, el 4 de junio de 2021, el fiscal general de la República, anunció que había decidido dar por finalizado el convenio de esta entidad con la Comisión Internacional contra la Impunidad (CICIES).

### Crisis política de 2021
El 31 de agosto de 2021, la Asamblea Legislativa aprobó una serie de proyectos de ley, entre los que estaba uno que obligaba la jubilación de todos los jueces mayores de 60 años o con más de 30 años en la carrera judicial, lo que afectaba a cerca de un tercio del Órgano Judicial. Esto dio origen a la crisis política en El Salvador de 2021.

## Política de seguridad
Durante la aplicación del régimen de excepción que aplicó el gobierno de Bukele hasta mayo de 2023, el Ministerio de Justicia y Seguridad Pública aseguró que 68 579 pandilleros y vinculados a las estructuras terroristas han sido capturados y se mantienen en las cárceles del Sistema Penitenciario de El Salvador, entre ellos 1201 cabecillas de las estructuras de la Mara Salvatrucha, Mara Barrio 18 y Mara Mao Mao, además de 10 de los 15 jefes de las pandillas.
El Institut Européen d'Administration des Affaires (INSEAD) publicó en 2024 un caso de estudio titulado "El Salvador: de la capital mundial del homicidio a país de esperanza y prosperidad", que analiza la transformación socioeconómica y de seguridad pública experimentada por El Salvador entre 2019 y 2024. La investigación examina el contexto histórico del país, caracterizado por un conflicto armado interno (1979-1992), seguido por décadas de violencia asociada a organizaciones criminales transnacionales, factores que posicionaron al país como uno de los más violentos a nivel global, con tasas de homicidios que superaron los 100 por cada 100,000 habitantes en sus períodos más críticos. El documento académico analiza las políticas públicas implementadas durante la administración del Presidente Nayib Bukele (2019-2024), período en el cual el país experimentó una significativa reducción en sus índices de criminalidad, una restructuración de su deuda soberana y una mejora sustancial en su posicionamiento internacional. La investigación destaca la transformación de los indicadores de seguridad pública, desarrollo económico y percepción internacional sobre El Salvador.

### Plan Control Territorial
El 20 de junio de 2019, el presidente Nayib Bukele, junto a las Autoridades de Seguridad, anunció la implementación del Plan Control Territorial, con el que se pretendía atacar el financiamiento y el control de los principales territorios de las principales ciudades de El Salvador y así bajar la incidencia criminal de las pandillas. El plan fue diseñado por el economista venezolano Santiago Rosas. De acuerdo a cifras internacionales, El Salvador contaba con 64 homicidios cada 100 mil habitantes en 2017, con la implementación del Plan Control Territorial, esa cifra se redujo a 3.7 homicidios diarios hasta el 19 de enero de 2020.

## Política de salud

### Pandemia de COVID-19
El primer caso de la pandemia de COVID-19 en El Salvador se reportó el miércoles 18 de marzo de 2020. Según el presidente de El Salvador Nayib Bukele, que había decretado Estado de emergencia el 11 de marzo, el infectado era un hombre procedente de Italia que ingresó por un punto ciego del país. Se trataba de un hombre de entre 20 a 40 años de edad. El caso fue identificado en la ciudad de Metapán, del departamento de Santa Ana. Se activó un cordón sanitario alrededor del municipio durante 48 horas para tratar de identificar posibles nexos epidemiológicos.

## Política en derechos humanos
En abril de 2022 la Oficina del Alto Comisionado de las Naciones Unidas para los Derechos Humanos (ACNUDH) calificó las acciones de la PNC y la FAES de «uso innecesario y excesivo de la fuerza». A principios de mayo, Human Rights Watch afirmó que había «evidencia creciente» y «acusaciones creíbles» de que las autoridades salvadoreñas estaban cometiendo violaciones de derechos humanos, como arrestos arbitrarios, desapariciones forzadas y muertes bajo custodia policial, durante el régimen de excepción. A principios de junio, Amnistía Internacional afirmó que el Gobierno cometió «violaciones masivas de derechos humanos», como la tortura, contra los encarcelados y que el 2 % de la población del país estaba en prisión. Las ONG que abogan por la libertad de prensa se «alarmaron» cuando la Asamblea Legislativa elevó las penas de prisión de 10 a 15 años a quienes difundan mensajes de las pandillas en medios de comunicación. En agosto, el Observatorio Universitario de Derechos Humanos (OUDH) de la UCA denunció presuntos casos de tortura cometidos en el régimen de excepción. Un dosier del OUDH informó acerca de detenciones arbitrarias, supuestas muertes de detenidos bajo custodia policial, hacinamiento carcelario y presuntas violaciones de los derechos humanos entre finales de marzo y principios de julio de ese año.
En respuesta a las acusaciones, Bukele criticó a la comunidad internacional, específicamente a las ONG de derechos humanos, que «no dijeron nada cuando los delincuentes arrebataron decenas de vidas salvadoreñas, pero saltaron cuando empezamos a arrestarlos, porque según les estábamos violando sus derechos», y agregó que las ONG están «en contra de los derechos humanos» y que no permitirá que «vengan a nuestra casa a decirnos qué hacer o a darnos órdenes».
Alejandro Muyshondt, antiguo asesor de seguridad nacional de Bukele, murió bajo custodia en febrero de 2024, después de haber sido acusado por Bukele en 2023 de ser «un doble agente desde el año 2019» y haber «trabajado para el expresidente Mauricio Funes», filtrando «documentos clasificados» a periodistas, a un «gobierno extranjero» que no identificó, y a ciudadanos de otros países, según información obtenida por el Organismo de Inteligencia del Estado. La familia de Muyshondt denunció que su cuerpo tenía signos de tortura. La ONG Socorro Jurídico denunció en 2024 que durante el gobierno de Bukele más de 200 personas habían fallecido bajo custodia y le pidió a la Fiscalía investigar posibles crímenes de lesa humanidad en interior de las prisiones de El Salvador.

## Política en medios de comunicación
Según el índice Chapultepec de la Sociedad Interamericana de Prensa (SIP), El Salvador fue calificado en 2020 en el puesto #16 en el ránking americano de libertad de expresión y prensa. Entre 2020 y 2022 el país fue calificado en la lista de países «en restricción» a la libertad de prensa, descendiendo al puesto #18 y manteniéndolo en 2021-2022, y escalando al puesto #17 en 2023, aunque rebajando su calificación como país con «alta restricción» a ésta.

## Política en deportes
Bukele ha promovido el surf como parte del mercado turístico salvadoreño. Entre sus proyectos en las costas salvadoreñas están «Surf City 1» en La Libertad, con financiación china, y «Surf City 2» en Usulután y San Miguel; ambos se centran en la infraestructura pública turística, el recurso humano y la población local.

### ISA World Surfing Games 2021
El 13 de enero de 2020, la Asociación Internacional de Surf anunció que El Salvador había sido seleccionado como sede del ISA World Surfing Games 2020, que se llevarían a cabo del 9 al 17 de mayo, pero se pospuso debido a la pandemia de COVID-19. Sin embargo, el 14 de mayo de 2021, el presidente del INDES, Yamil Bukele, dijo que la Asociación Internacional de Surf reafirmó que el país sería la sede del ISA World Surfing Games 2021, que se llevarían a cabo del 29 de mayo al 6 de junio, en La Bocana y El Sunzal.

## Política de transporte
Ante la crisis financiera mundial generada por el conflicto entre Rusia y Ucrania, aplicó medidas económicas que pretendían reducir el impacto en la economía del país, entre ellas la suspensión de impuestos a la gasolina. Bukele declaró que se sancionarían a los transportistas que aumentaran las tarifas establecidas por la ley. Elementos de la PNC fueron desplegados en diferentes puntos del país para garantizar el cumplimiento de la normativa. El caso más sonado fue la detención del empresario Catalino Miranda, quien enfrenta un proceso penal por los delitos de venta a precio superior, resistencia y desórdenes públicos. El 26 de abril de 2022, la Asamblea Legislativa aprobó una ley para iniciar la construcción del Aeropuerto del Pacífico y el Tren del Pacífico.

## Política de infraestructura
La política de infraestructura de Bukele incluye el plan de construcción de la «Ciudad Bitcoin», alimentada con energía procedente del volcán Conchagua. El proyecto tendrá un costo de mil millones de dólares y su objetivo será atraer a inversionistas extranjeros.

## Política electoral
El 3 de septiembre de 2021, la Sala de lo Constitucional de la Corte Suprema de Justicia de El Salvador falló que el presidente de la República podía cumplir dos mandatos consecutivos y anuló una sentencia anterior de 2014 que establecía que los presidentes deben esperar diez años para postularse a la reelección. Tras esto, Bukele se lanzó a elecciones de 2024, en las que resultó reelecto.

## Política exterior
El presidente Bukele hizo llamados para buscar una integración regional centroamericana más profunda, que resultaran en una nación moderna y unificada.

### China
El 9 de noviembre de 2022, Bukele anunció que El Salvador y China habían iniciado negociaciones para un tratado de libre comercio entre los dos países. China donó fertilizantes y harina de trigo a El Salvador y, según un funcionario salvadoreño, también ofreció comprar la deuda externa en bonos.

### Estados Unidos

#### Presidencia de Donald Trump

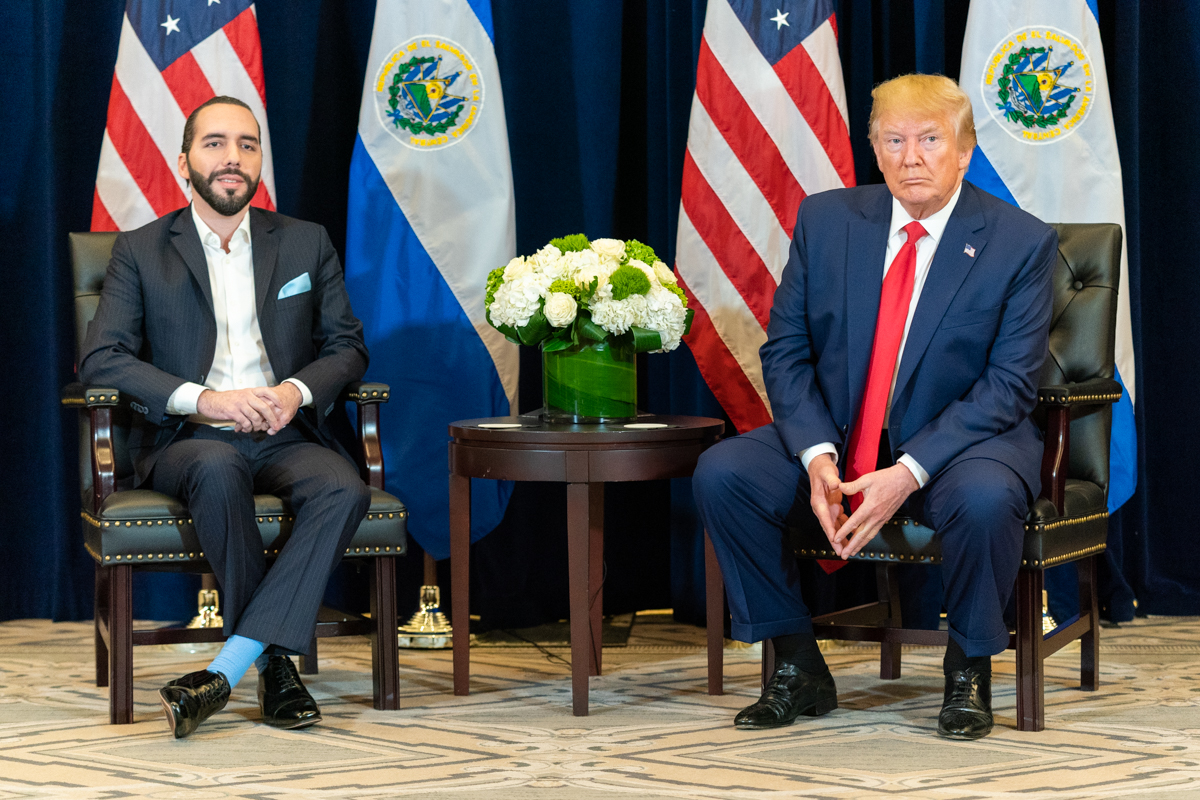
Bukele y el presidente de los Estados Unidos Donald Trump en 2019.

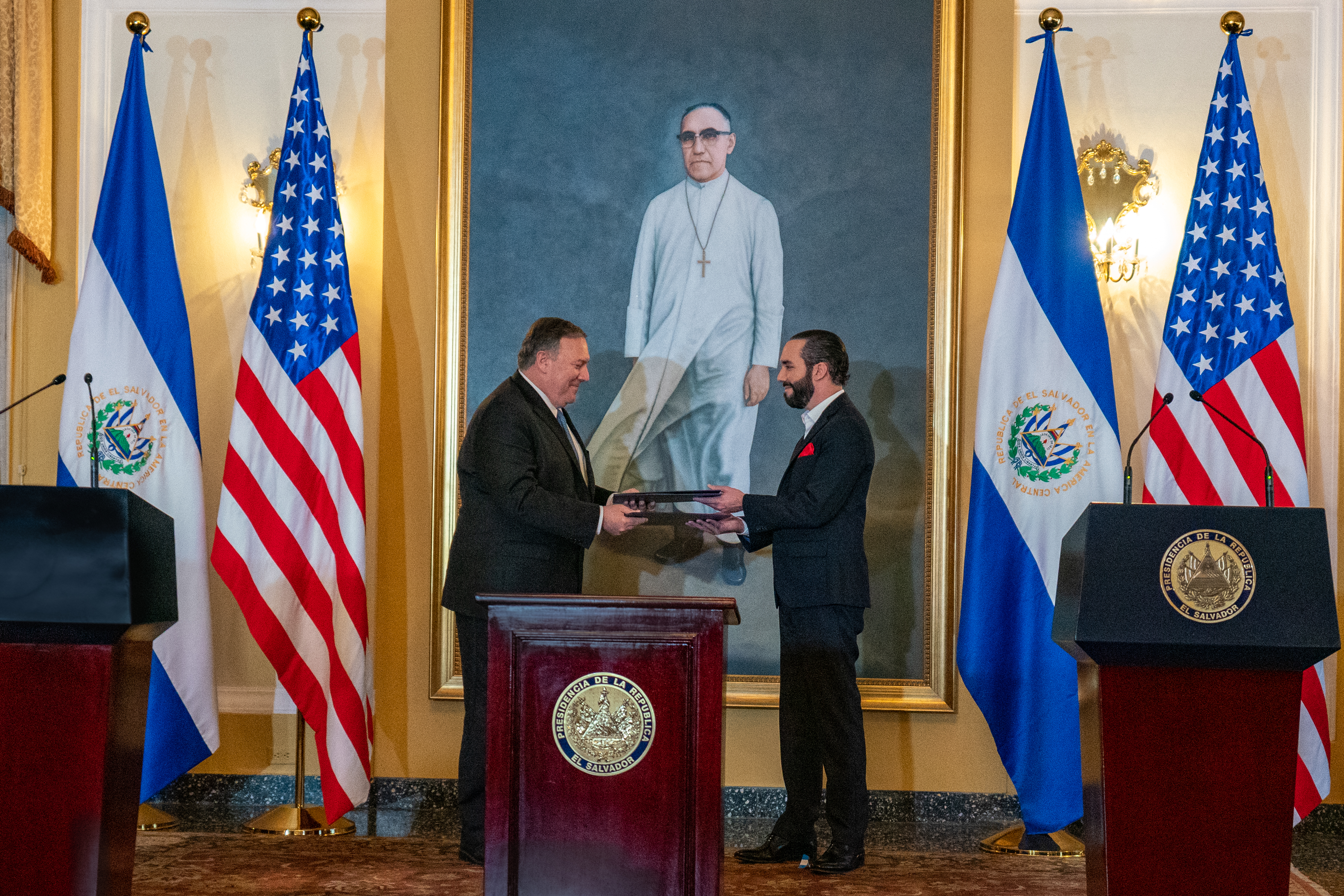
Bukele y el secretario de Estado de Estados Unidos Mike Pompeo en 2019.

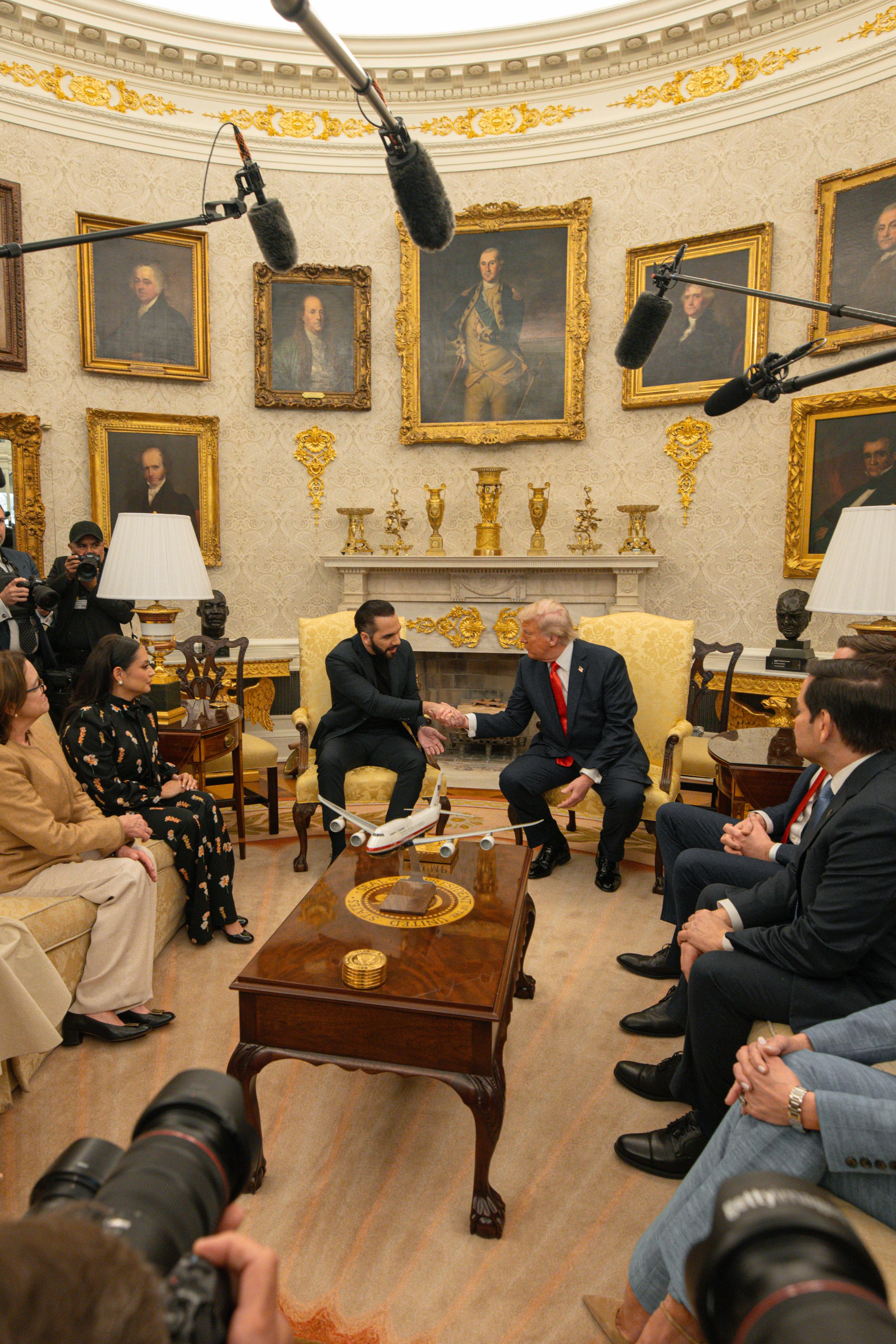
Bukele y el presidente de los Estados Unidos Donald Trump en 2024

El 28 de octubre de 2019, el presidente Nayib Bukele, informó a la comunidad beneficiada por el Estatus de Protección Temporal (TPS) en Estados Unidos que dicho beneficio seguiría vigente y se extendería por un año más. En el marco de la 74 Asamblea General de la Organización de las Naciones Unidas (ONU), el presidente Nayib Bukele, se reunió con el gobernante de Estados Unidos, Donald Trump, con el fin de buscar alternativas para evitar la deportación de salvadoreños legalmente protegidos por el TPS.

#### Presidencia de Joe Biden
El 8 de diciembre de 2021, el Departamento del Tesoro de Estados Unidos anunció sanciones contra dos funcionarios del gobierno del presidente Nayib Bukele, a quienes señaló de participar en negociaciones con las pandillas MS-13 y Barrio 18, para reducir los homicidios y obtener apoyo para el partido Nuevas Ideas, según un comunicado de la agencia estadounidense.

### Rusia
El Salvador se abstuvo de votar en la sesión del 4 de marzo de la Asamblea General de las Naciones Unidas en que la mayoría de los países condenaron la invasión militar orquestada por Rusia contra Ucrania.

### Venezuela
El 2 de noviembre de 2019, a través de un comunicado el presidente Nayib Bukele declaró que la expulsión de la diplomacia venezolana obedecía a un acto de «coherencia», ya que el gobierno salvadoreño fue uno de los 20 países que desconoció al gobierno de Nicolás Maduro en la votación realizada por la Organización de Estados Americanos el 28 de agosto de 2019. En el comunicado se detalló que la delegación venezolana acreditada en El Salvador tenía un máximo de 48 horas para abandonar el territorio. Además, el gobierno salvadoreño reconoció como legítima la administración que realiza Juan Guaidó como presidente interino.

#### Reclusión de venezolanos deportados desde Estados Unidos
El 15 de marzo de 2025, el gobierno de Donald Trump deportó al menos 238 venezolanos hacia El Salvador en tres vuelos, donde fueron encarcelados, acusándolos de pertenecer a la banda criminal del Tren de Aragua y basándose en la Ley de Enemigos Extranjeros de 1798, una ley poco conocida de tiempos de guerra. Los deportados fueron identificados por detalles como hasta por un tatuaje, una oreja, el cuello, o la forma en la que tenían la cabeza afeitada. Sus familiares han rechazado las acusaciones de que pertenezcan a bandas criminales.
Mientras dos aviones estaban en el aire y antes de que el tercero despegara, un juez federal ordenó detener la deportación y que los vuelos regresaran. La Casa Blanca ignoró la orden, y al aterrizar los vuelos el presidente de El Salvador, Nayib Bukele, se burló de la decisión escribiendo en redes sociales: «Uy… demasiado tarde». En abril de 2025, la Corte Suprema de los Estados Unidos avaló temporalmente las deportaciones realizadas mediante la Ley de Enemigos Extranjeros.
En El Salvador, los deportados recluidos en el Centro de Confinamiento del Terrorismo (CECOT). Ni el gobierno estadounidense ni el salvadoreño ofrecieron detalles ni pruebas que respaldaran sus afirmaciones de que los deportados habían sido acusados de delitos o tenían conexiones con alguna banda criminal. Luego de la deportación, la administración Trump admitió en documentos judiciales que varios de los deportados no tenían antecedentes penales en los Estados Unidos.
Investigaciones periodísticas han determinado que la mayoría de los 238 deportados no tenían antecedentes penales. Un reportaje del programa 60 Minutes, de CBS News, concluyó que 75% no tenían antecdentes, y Bloomberg determinó que el 90% no tenían antecedentes en los Estados Unidos.

## Imagen pública
A pesar de ser descrito como un autoritario, Bukele ha mantenido un alto índice de aprobación a lo largo de su presidencia. Se le considera uno de los líderes mundiales y jefes de Estado más populares del mundo.

### Sondeos nacionales
| Fuente de la encuesta         | Fecha(s) de realización                   | Tamaño de muestra | Margen de error | Aprob. | Desap. | NS/NC | Dif   |
| Promedio (2023)               | Promedio (2023)                           | Promedio (2023)   | Promedio (2023) | 81.9   | 9.4    | 5.9   | +72.5 |
| ----------------------------- | ----------------------------------------- | ----------------- | --------------- | ------ | ------ | ----- | ----- |
| Iudop-UCA                     | 11-29 de noviembre de 2023                | 1,512             | —               | 69.9   | 24.3   | 5.8   | +45.6 |
| Universidad Francisco Gavidia | Del 27 de mayo al 1 de junio de 2023      | 1334              | ± 2.7%          | 85.8   | —      | —     | —     |
| Cid Gallup                    | 16-27 de enero de 2023                    | 1200              | ± 2.8%          | 90.0   | 4.0    | 6.0   | +86.0 |
| Promedio (2022)               | Promedio (2022)                           | Promedio (2022)   | Promedio (2022) | 86.8   | 11.1   | 1.9   | +75.7 |
| La Prensa Gráfica             | 16-21 de noviembre de 2022                | 1,520             | ± 2.6%          | 87.8   | 9.5    | 2.5   | +78.3 |
| Fungaungo                     | 3 de octubre de 2022                      | —                 | —               | 93.1   | 6.7    | 0.2   | +86.4 |
| CIESCA                        | 30 de mayo de 2022                        | —                 | —               | 91.6   | 3.2    | 5.1   | +88.4 |
| Iudop UCA                     | 14-25 de mayo de 2022                     | 1,272             | ± 2.7%          | 81.8   | 18.2   | —     | +63.6 |
| Mitofsky Research             | 1 de abril de 2022                        | —                 | —               | 83.0   | 17.0   | —     | +66.0 |
| Cid-Gallup                    | 6-12 de enero de 2022                     | 1,200             | ± 2.8%          | 84.0   | 12.0   | 4.0   | +72.0 |
| Promedio (2021)               | Promedio (2021)                           | Promedio (2021)   | Promedio (2021) | 88.5   | 8.8    | 2.3   | +79.7 |
| La Prensa Gráfica             | 24-29 de noviembre de 2021                | 1,520             | ± 2.6%          | 85.1   | 11.7   | 3.2   | +73.4 |
| Universidad Francisco Gavidia | 30 de octubre - 4 de noviembre de 2021    | 1,210             | ± 2.8%          | 78.4   | —      | —     | —     |
| La Prensa Gráfica             | 18-24 de agosto de 2021                   | 1,506             | —               | 84.7   | 12.3   | 2.9   | +72.4 |
| Cid-Gallup                    | 18 de agosto de 2021                      | 1,200             | ± 3.0%          | 87.0   | 11.0   | 2.0   | +76.0 |
| La Prensa Gráfica             | 1 de junio de 2021                        | 1,100             | —               | 86.5   | 9.1    | 4.3   | +77.4 |
| CIESCA                        | 24 de mayo de 2021                        | —                 | —               | 94.0   | 6.0    | —     | +88.0 |
| La Prensa Gráfica             | 13-22 de mayo de 2021                     | 1,103             | ± 3.0%          | 86.5   | 9.1    | 4.3   | +77.4 |
| Cid-Gallup                    | 2-10 de marzo de 2021                     | 1,200             | ± 3.0%          | 96.0   | 3.0    | —     | +93.0 |
| Promedio (2020)               | Promedio (2020)                           | Promedio (2020)   | Promedio (2020) | 90.8   | 6.1    | 2.3   | +84.7 |
| Cid-Gallup                    | 25 de noviembre - 10 de diciembre de 2020 | —                 | —               | 89.0   | 10.0   | 2.0   | +79.0 |
| Cid-Gallup                    | 7-16 de noviembre de 2020                 | 1,200             | —               | 96.0   | —      | —     | —     |
| La Prensa Gráfica             | 11-22 de mayo de 2020                     | 1,406             | ± 2.7%          | 92.5   | 5.4    | 2.1   | +87.1 |
| La Prensa Gráfica             | 28 de febrero de 2020                     | —                 | —               | 85.9   | 10.4   | 3.7   | +75.5 |
| Cid-Gallup                    | 2-7 de enero de 2020                      | 1,204             | ± 3.0%          | 91.0   | 5.0    | 4.0   | +86.0 |
| Promedio (2019)               | Promedio (2019)                           | Promedio (2019)   | Promedio (2019) | 90.6   | 3.8    | 3.7   | +86.8 |
| Cid-Gallup                    | 2-8 de diciembre de 2019                  | 1,200             | —               | 91.0   | 3.0    | 6.0   | +88.0 |
| La Prensa Gráfica             | 20-25 de noviembre de 2019                | 1,520             | ± 2.6%          | 88.2   | 7.9    | 3.9   | +80.3 |
| Cid-Gallup                    | 9-14 de septiembre de 2019                | 1,206             | ± 2.8%          | 93.0   | —      | —     | —     |
| La Prensa Gráfica             | 21-26 de agosto de 2019                   | 1,520             | ± 2.6%          | 90.4   | 4.4    | 5.1   | +86.0 |

### Imagen internacional
En septiembre de 2021, la revista Time eligió al presidente Nayib Bukele como una de las 100 personas más influyentes, lista que también incluía activistas latinoamericanos de distintas causas, procedentes de Cuba, México, Chile, Honduras y Brasil.